# OSRAM
OSRAM Licht AG (OSRAM) è una società tedesca attiva a livello globale con sede a Monaco di Baviera. Osram si posiziona come una società di fotonica ad alta tecnologia con una maggiore attenzione a settori quali i sensori, la visualizzazione e il trattamento con la luce. Osram è stata una società interamente controllata da Siemens AG dal 1978 al 2013 ed è stata scorporata il 5 luglio 2013, e la quotazione delle sue azioni è iniziata l'8 luglio 2013 alla Borsa di Francoforte. 
L'attività di Osram con le sorgenti luminose convenzionali è stata poi scorporata nel 2016 con il nome LEDVANCE e venduta a un consorzio cinese.
Dopo una guerra di offerte con Bain Capital, Osram è stata rilevata dalla società austriaca Ams AG nel luglio 2020. Ams AG sviluppa e produce componenti semiconduttori di potenza analogici per l'applicazione in sensori e interfacce di sensori. 
La società operativa di Osram è Osram GmbH. Osram vende prodotti in più di 120 paesi nel mondo e dispone di 23 stabilimenti.
Il 3 marzo 2021, Ams AG ha annunciato che il Domination and Profit and Loss Transfer Agreement (“DPLTA”) tra Ams Offer GmbH, consociata interamente controllata di Ams AG (capogruppo di Ams Group) e OSRAM Licht AG ("OSRAM") è entrato in vigore. Operando come un'unica azienda con oltre 110 anni di storia e più di 15.000 brevetti concessi e applicati, Ams si concentra sulla creazione di soluzioni ottiche per il futuro. Con sede a Premstätten (Austria) e seconda sede a Monaco (Germania), l'azienda serve clienti nei settori consumer, automobilistico, sanitario e della tecnologia industriale.

## Storia
L'industria elettrotecnica nel periodo antecedente la prima guerra mondiale vide la diffusione delle lampada a incandescenza. Dal perfezionamento di questa invenzione, risalente al XIX secolo, nel 1905 Carl Auer von Welsbach sviluppò le lampade con filamento di tungsteno, o wolframio, nel bulbo; sempre a lui si debbe l'invenzione del marchio OSRAM, ricavato unendo i nomi scientifici di Osmio (OS) e Wolframio (RAM), i due elementi chimici comunemente utilizzati nei filamenti delle lampadine, in virtù della loro capacità di reggere l'incandescenza grazie alle elevatissime temperature di fusione da (3000 a 3400 °C).
Il 10 marzo 1906 venne quindi fondata la Deutsche Gasglühlicht-Anstalt, detentrice dei diritti sul marchio OSRAM, che venne brevettato a Berlino il 17 aprile 1906 (col numero 86924) per prodotti come „Elektrische Glüh- und Bogenlichtlampen“. Nel 1919 la Deutsche Gasglühlicht-Anstalt si fuse con Siemens & Halske e AEG: l'azienda che ne nacque assunse il nome di OSRAM Werke GmbH KG.
Siffatta denominazione venne mantenuta fino al 1978, allorché la Siemens AG rilevò l'intero pacchetto azionario e scisse il ramo produttivo da quello amministrativo in due società (rispettivamente OSRAM GmbH e OSRAM Licht AG). L'azienda è stata anche pioniera nella tecnologia OLED, avendo presentato al pubblico la prima lampada già nel 2008. Dal 23 settembre 2013 OSRAM Licht AG è quotata all'indice MDAX della Frankfurter Wertpapierbörse;

## Nella cultura

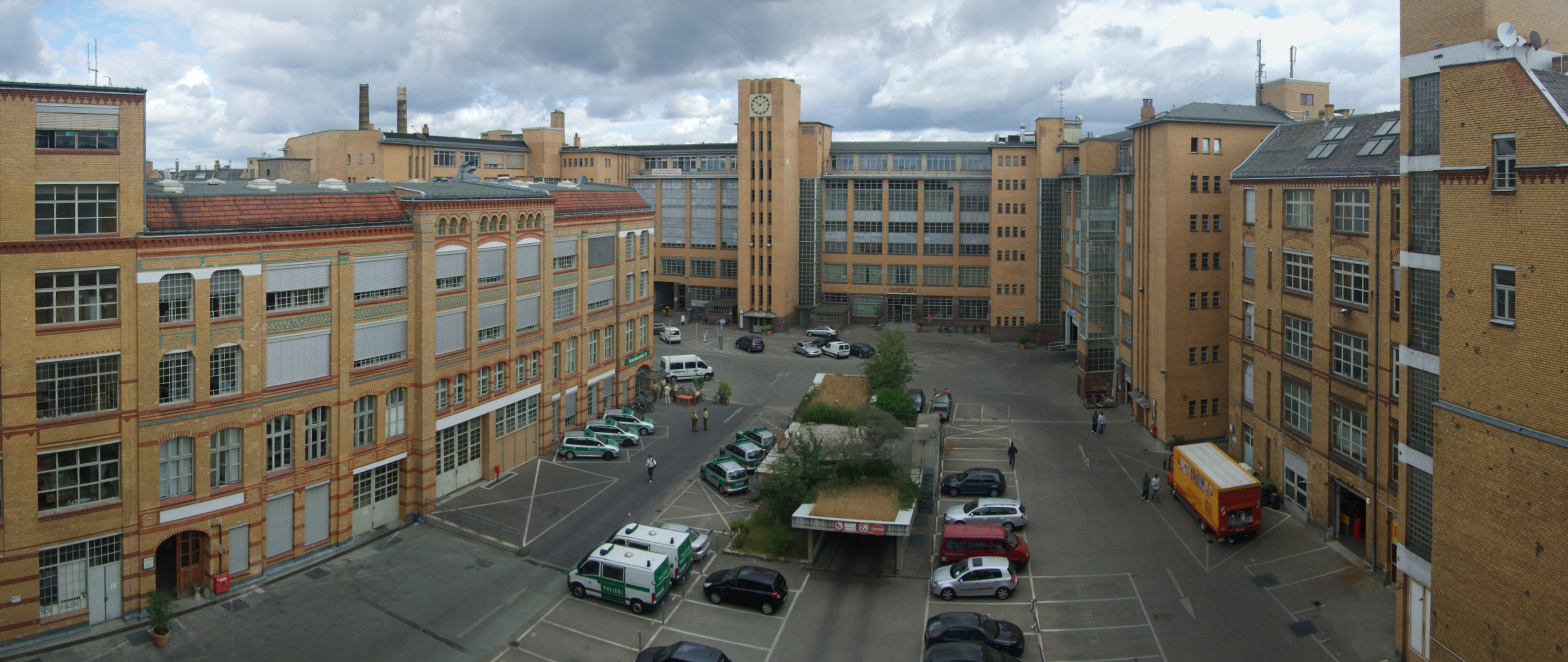
OsramHöfe in Osram-Werk B, già Bergmann Elektrizitätswerke, Seestraße 64 (Berlin-Wedding)

Nel 1966 OSRAM ha patrocinato l'apertura di una galleria d'arte nella propria sede di Monaco, compiendo inoltre atti di mecenatismo in favore di artisti giovani ed emergenti.
Per il giubileo della società, nel 2006 viene presentata la "Seven Screens", una piattaforma a LED per progetti artistici digitali. L'attività viene firmata nel 2006 sotto il nome di OSRAM Art Projects. Dal 2013 l'azienda assegna inoltre il premio "LIO - The OSRAM Light Art Award".
A Roma, in occasione delle Olimpiadi del 1960, fu installato in piazza dei Cinquecento, davanti alla stazione ferroviaria Termini, un lampione molto alto dotato di una lampada allo xeno OSRAM con luminosità di 2.500.000 lumen e potenza di 75 kW, che recava le insegne pubblicitarie della società tedesca e venne popolarmente soprannominato Lampada OSRAM. La struttura rimase in tale luogo fino agli anni ottanta e, per la sua grande riconoscibilità, diventò un tipico luogo di incontri ed appuntamenti per romani e turisti. Lampada Osram è anche il titolo di una canzone del cantautore romano Claudio Baglioni, contenuta nell'album Sabato pomeriggio (1975), che racconta proprio di una ragazza protagonista di un fallimentare appuntamento sotto la lampada.